# 李維 (嘉靖進士)
李維（1525年—？），字國張，號渦川，直隸鳳陽府壽州蒙城縣人，民籍，明朝政治人物。

## 生平
嘉靖三十四年乙卯科（1555年）應天府鄉試第八十三名舉人。嘉靖三十五年（1556年）中式丙辰科會試第一百七十七名，三甲第一百五十六名進士。礼部观政，授浙江海宁县知县，四十年升南京大理寺评事，致仕。

## 家族
曾祖李子忠；祖父李鉞；父李孟學，母王氏；庶母戴氏。兄纯、弟络（生员）、綵、紀、纬。